# Littérature grecque antique

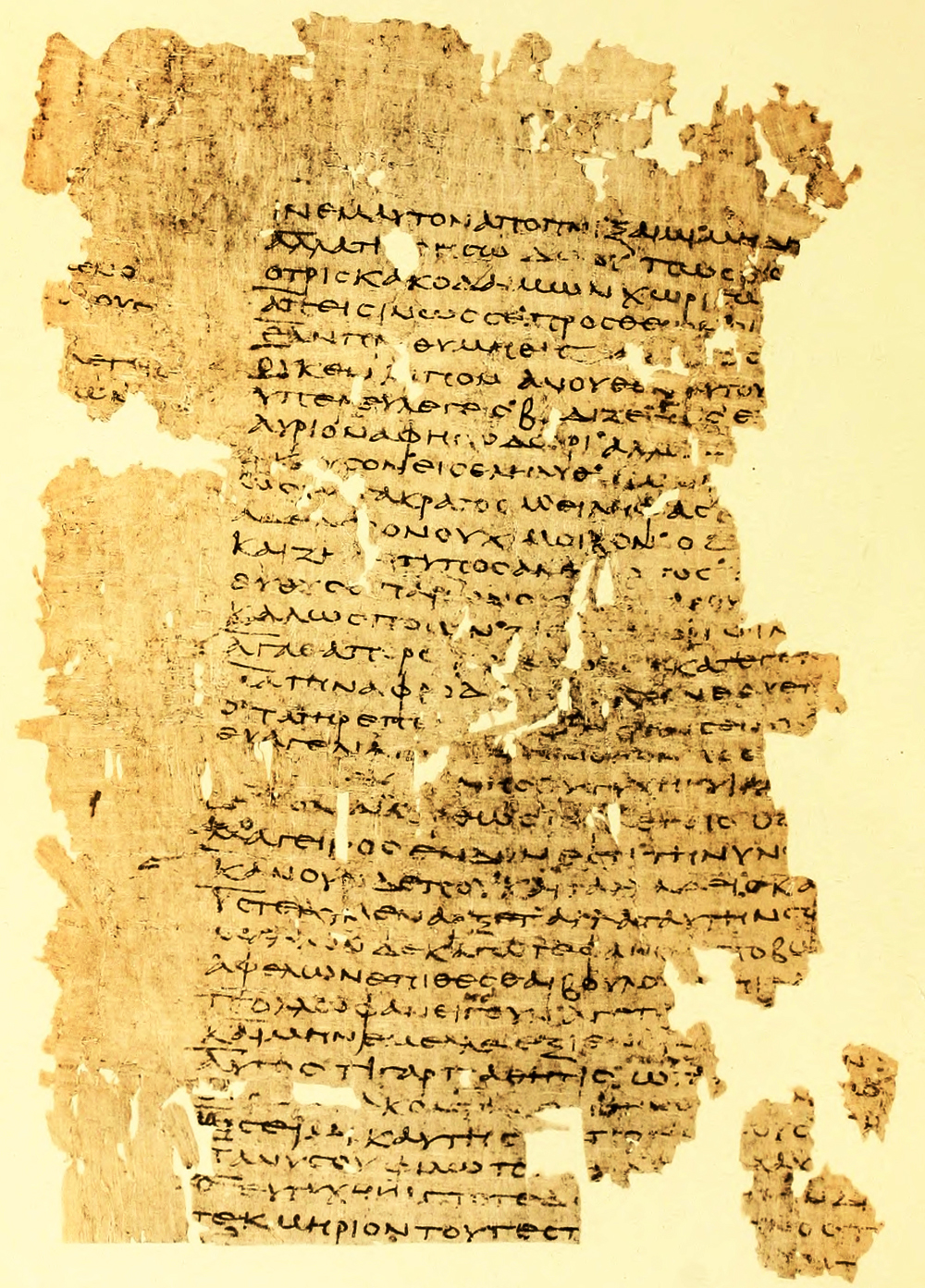
Les livres grecs antiques étaient faits de papyrus. Ici un fragment d'un papyrus d'Oxyrhynchos montrant un passage d'une pièce de Ménandre.

La littérature grecque antique est la littérature qui se développe en Grèce durant l'Antiquité et forme les bases de la littérature grecque ultérieure.
Son histoire commence au début de la période de l'histoire de la Grèce Antique que l'on nomme époque archaïque, au VIIIe siècle av. J.-C., avec la composition et la diffusion orale de l’Iliade et de l’Odyssée. Ces deux épopées majeures, attribuées à Homère, constituent les fondations de la littérature grecque dans toute l'Antiquité. Cette littérature s'enrichit particulièrement lors de l'âge d'or d'Athènes, l'époque classique (Ve – IVe siècle av. J.-C.), où émergent des genres tels que la tragédie grecque, ainsi que la philosophie de Socrate, Platon et Aristote. Les auteurs romains de la littérature latine s'en inspirent ensuite largement.
La littérature grecque antique s'étend jusqu'à la fin de l'Antiquité, selon des bornes chronologiques variables, généralement fixées entre le IVe siècle et le VIe siècle apr. J.-C. en fonction des grands tournants politiques, sociaux ou religieux de l'époque.
L'influence de la littérature grecque antique perdure jusqu'à aujourd'hui et n'a cessé de marquer la culture et la littérature occidentales (et en particulier la littérature française), qui puisent dans ses thèmes et ses œuvres lors de mouvements comme la Renaissance, l'Humanisme ou le Classicisme.

## Époque archaïque
La littérature grecque débute dans une période de l'histoire de la Grèce Antique appelée époque archaïque (environ de 800 av. J.-C. à 480 av. J.-C.), marquée par de nombreux changements majeurs pour la civilisation grecque antique : émergence de la polis (la cité-État grecque), développement de la colonisation et du commerce, évolution de la vie politique. Cela s'accompagne de mutations culturelles également, avec l'apparition de l'alphabet grec, l'évolution de l'art vers le style orientalisant et le développement de la poésie dans toute la Grèce. La majorité des œuvres qui nous sont parvenus de cette époque sont des textes poétiques.

### Les épopées d'Homère
Les premières œuvres littéraires grecques connues apparaissent dès le début de l'époque archaïque, au VIIIe siècle av. J.-C., avec la composition de l'Iliade et de l'Odyssée, deux épopées attribuées à Homère. L'Iliade raconte en 15 000 vers un épisode décisif de la guerre de Troie, conflit de la mythologie grecque, dans lequel s'illustre le héros Achille face au Troyen Hector. L'Odyssée, longue de 12 000 vers, est un récit de voyage, le retour du héros Ulysse après la guerre de Troie et ses aventures avec différents personnages mythologiques dans des contrées inconnues.
Il s'agissait dans les premiers temps d'une littérature orale. En effet, l'étude de ces textes a montré au XXe siècle que ces épopées dérivaient d'un savoir-faire et d'une longue tradition relevant de la poésie orale, ce qui pose le problème de l'attribution du texte à un seul auteur et de son identité : c'est la question homérique.
Ces œuvres seront en tout cas des modèles dans tout le reste de l'Antiquité grecque, la base de l'éducation en Grèce et une inspiration pour les poètes.

### Hésiode
Entre le VIIIe siècle av. J.-C. et le VIIe siècle av. J.-C., deux poèmes sont attribués à Hésiode. La Théogonie est une épopée qui raconte la naissance du monde et des dieux de la mythologie grecque. L'apparition des générations successives de dieux donne lieu au récit de plusieurs épisodes mythiques. Après le Chaos, Gaïa (Terre), Ouranos (Ciel) et Éros (Amour), qui sont à l'origine du monde et le contrôlent, survient la castration d'Ouranos par son fils Cronos (le plus jeune des Titans) qui devient le nouveau souverain du monde. S'ensuivent les épisodes de Cronos qui dévore ses enfants, la ruse de Prométhée qui vole le feu et le donne aux humains, la création de Pandore, la première femme (présentée comme une vengeance des dieux après la ruse de Prométhée) et enfin la Titanomachie, guerre entre les Titans de Cronos et les jeunes dieux dirigés par Zeus, qui l'emportent finalement.
Le deuxième poème d'Hésiode, Les Travaux et les Jours, est un poème didactique qui offre des conseils pratiques et moraux.

### La poésie lyrique
Alors que le VIIIe siècle était marqué par les épopées, le VIIe siècle voit l'épanouissement de la poésie aujourd'hui dite « lyrique » : il s'agissait de poèmes plus courts, chantés par les poètes et souvent accompagnés à la lyre, d'où son nom. Cette poésie se pratique dans des genres variés, le lyrisme personnel, le lyrisme choral, la poésie élégiaque ou la poésie iambique. Parmi les poètes les plus célèbres de cette époque figurent Archiloque (début du VIIe siècle av. J.-C.), poète-soldat au ton satyrique et railleur envers ses ennemis, qui vécut une existence aventureuse et cynique, Sappho (environ 630-570 av. J.-C.), poétesse majeure dont les poèmes étaient, dans l'Antiquité, aussi respectés que ceux d'Homère et Pindare, plus tardif, (518-438 av. J.-C.), renommé pour ses odes célébrant les exploits des vainqueurs des Jeux panhelléniques.
Divers poèmes de cette époque ont été attribués à tort par les Grecs de l'Antiquité à Homère (par exemple les Hymnes homériques) ou à Hésiode. De plus, des épopées d'autres auteurs et plus tardives dont nous n'avons pas conservé les textes traitaient également de légendes héroïques similaires à celles d'Homère : ainsi le Cycle troyen ou le Cycle thébain.

### La prose
Cette époque a également donné lieu à de premiers écrits en prose. Parmi eux, on trouve les fables d'Ésope au VIe siècle av. J.-C., qui inspireront plus tard les fables de La Fontaine. Par ailleurs, les premiers philosophes, appelés présocratiques (car ils ont vécu avant Socrate), explorent des interrogations sur le monde en se détachant des mythes, la plupart du temps en prose, bien que certains ne laissent pas d'écrits mais transmettent leurs idées oralement à leurs disciples ; on compte parmi eux Thalès, Pythagore, Empédocle ou Démocrite. Enfin, les logographes commencent à s'intéresser aux récits historiques mais sans la rigueur des historiens classiques.

## Époque classique
La victoire remportée en 480 av. J.-C. face à l'envahisseur de l'empire perse qui menaçait tout le monde grec lors des guerres médiques permet à la cité d'Athènes, qui y a joué un rôle décisif, d'accéder au statut de principale puissance politique et économique. Athènes devient aussi au Ve siècle av. J.-C. le principal foyer de la vie artistique, intellectuelle et culturelle de Grèce centrale : c'est là que les philosophes, les poètes et les savants se rassemblent.

### Naissance de la tragédie et de l'histoire (débutVesiècleav. J.-C.)
Le théâtre trouve ses origines dans les Dionysies, concours poétiques qui se développent à Athènes dans le courant du VIe siècle av. J.-C. et liés au culte de Dionysos. Le genre s'est développé progressivement entre la fin du VIe siècle et le début du Ve siècle. Les pièces de théâtre comprennent des parties dialoguées et des parties chantées et sont jouées uniquement par des hommes (même les personnages féminins).
Eschyle (né vers 525, mort en 456 av. J.-C.) compose plus de 70 pièces et remporte de nombreuses victoires aux concours (13 succès connus) ; sept de ses tragédies nous sont parvenues en entier. Sa plus ancienne tragédie conservée, Les Perses, représentée en 472, est aussi la seule tragédie conservée à sujet historique, puisqu'elle relate la bataille de Salamine remportée par les cités grecques sur l'empire perse en 480 av. J.-C. La pièce adopte le point de vue des vaincus et confère à l'événement une portée morale universelle en dénonçant l'hybris (démesure) du roi Xerxès. Eschyle est également l'auteur de la seule trilogie tragique qui nous soit parvenue entière : l'Orestie, composée des trois pièces Agamemnon, Les Choéphores et Les Euménides, qui met en scène les malheurs d'Oreste, fils d'Agamemnon attaché à venger son père tué par sa mère Clytemnestre. On connaît aussi d'Eschyle Les Sept contre Thèbes, Les Suppliantes et Prométhée enchaîné.
Hérodote (né vers 485, mort vers 425 av. J.-C.) est surnommé le « père de l'histoire » au sens où il est le premier, également au début du Ve siècle av. J.-C., à élaborer la méthode de la discipline historique. Originaire d'Halicarnasse en Asie Mineure, il voyage pendant toute sa vie, notamment en Égypte et en Perse, et vit aussi à Athènes. Les Histoires d'Hérodote constituent le premier véritable récit historique. Elles retracent l'évolution de l'empire perse de Cyrus le Grand à Cambyse Ier puis relatent les deux guerres médiques qui opposent l'empire perse aux cités grecques, à partir de la révolte des cités grecques d'Ionie en 499 av. J.-C. jusqu'à la double victoire grecque de Salamine et de Platées en 480.
La particularité de son œuvre est qu'elle s'intéresse exclusivement à l'histoire humaine (par distinction avec celle des dieux ou des héros, dont Hérodote rapporte les traditions mythologiques mais en prenant ses distances envers elles), pour conserver le souvenir des exploits accomplis aussi bien par les Barbares que par les Grecs,. Dans le même temps, sa présentation des faits montre une philosophie de l'histoire qui garde une large part à la volonté divine, aux oracles et à l'affirmation d'une morale qui punit toute hybris de la part des souverains. Son texte est écrit en prose et adopte la forme d'un récit ponctué de discours fictifs reconstitués prêtés aux grands personnages historiques.

### Essor du théâtre à l'âge d'or d'Athènes (Vesiècleav. J.-C.)
L'essor du théâtre coïncide avec la prospérité d'Athènes après les guerres médiques, notamment grâce à son rôle prééminent à la tête de la ligue de Délos (à partir de 477 av. J.-C.) et à des projets architecturaux d'envergure, tels que la construction du Parthénon en 447 av. J.-C. Les tragédies grecques qui nous sont parvenues en entier sont uniquement des œuvres des trois dramaturges les plus appréciés dès leur époque : outre Eschyle, il s'agit de Sophocle et Euripide (et elles ne représentent qu'une petite partie de ce qu'ils ont écrit). À noter que même si nous n'avons donc pas d'œuvres postérieures, le genre de la tragédie reste cependant vivace jusqu'au Ier siècle av. J.-C. au moins.
Sophocle (né en 495, mort en 406 av. J.-C.) est le dramaturge qui a connu le plus grand succès de son vivant (24 victoires aux concours). Ses sept tragédies conservées (dont sa plus connue, Œdipe roi, mais également Antigone ou Électre) montrent une part plus importante accordée à l'action et à la profondeur psychologique des personnages, tandis que le rôle du chœur est réduit. Sophocle se distingue par la complexité morale et la solitude de ses héros et héroïnes.
Euripide (né en 480, mort en 406), malgré son âge proche de Sophocle, appartient à une nouvelle génération. Il continue le développement des personnages et de l'action, tandis que le chœur n'a souvent qu'un rôle très limité de commentateur de l'action. Dans le même temps, influencé par les sophistes et les débats d'idées qui agitent Athènes autour de la guerre du Péloponnèse, il se distingue par la description détaillée des passions de ses personnages, mis en scène dans un monde placé sous le signe de l'instabilité (par opposition à l'ordre du monde revendiqué ou recherché par les héros d'Eschyle et de Sophocle). Euripide est connu pour avoir mis en scène des héroïnes dans des tragédies comme Médée, Hippolyte ou Iphigénie à Aulis.
La comédie grecque antique est un genre qui apparaît à cette même époque à Athènes, d'abord dans le style de la comédie ancienne, qui traite, dans un ton plein d'attaques personnelles et de grossièretés obscènes, des sujets de la cité athénienne et de ses hommes politiques ou influents.
Aristophane (né vers 445, mort autour de 380 av. J.-C.) en est le principal représentant dont les œuvres nous sont parvenues en intégralité : on a conservé de lui onze pièces complètes, soit un quart de sa production. L'humour de ses pièces exploite un mélange de comique verbal et de situations absurdes, recourt souvent à la scatologie ou aux plaisanteries sexuelles et multiplie les pastiches d'autres genres littéraires (souvent la tragédie mais aussi l'éloquence). Il critique ouvertement les personnages influents, politiques, orateurs et philosophes de l'époque. Ainsi, des pièces comme Les Acharniens ou La Paix évoquent les hommes politiques athéniens comme Périclès et Cléon et la futilité de leurs guerres ; Les Nuées se moquent de Socrate et des sophistes ; Les Grenouilles et Les Thesmophories tournent en ridicule le dramaturge Euripide. Tout ceci permet à Aristophane, dans un style populaire, de mettre en avant ses propres opinions et de dresser un portrait acerbe de la société athénienne et de son actualité.

### Éveil de la réflexion critique: philosophie et histoire (finVesiècleav. J.-C.)
Dans la lignée des philosophes présocratiques, une école de médecine fondée par Hippocrate à Cos rejette les explications religieuses et recherche la vérité du corps humain et de ses affects à travers l'observation et la réflexion. Bien que située en-dehors d'Athènes, elle y aura une influence.
Entre 431 et 404 av. J.-C., la guerre du Péloponnèse oppose Athènes à Sparte et menace sa domination sur la Grèce. Ce conflit agite la démocratie athénienne et divise l'opinion. Dans ce contexte, l'art de discuter et de raisonner s'épanouit, en même temps que la raison scientifique influence l'effervescence intellectuelle de la cité athénienne.
Socrate (né vers 469, mort en 399 av. J.-C.) n'écrivit rien lui-même mais eu une influence majeure sur la littérature philosophique postérieure et la réflexion du siècle suivant, par sa personnalité qui marqua et divisa les Athéniens lors de la guerre du Péloponnèse (qui le condamnèrent à mort lors du fameux procès de Socrate) et sa philosophie novatrice. Il cherchait les moyens d'atteindre une morale personnelle et politique universelle à travers le discours, une pratique connue sous le nom de maïeutique. Il s'oppose en cela aux sophistes, qui enseignaient la rhétorique et l'art de la persuasion plutôt que la recherche de la vérité. En cherchant la connaissance de l'esprit humain, il se démarquait également des philosophes présocratiques qui spéculaient plutôt sur les grands principes de l'Univers.
Thucydide (né vers 460, mort vers 400 av. J.-C.) est le deuxième grand historien grecque antique, il écrit La guerre du Péloponnèse et mène à l'aboutissement du genre du récit historique initié par Hérodote. Il rapporte les événements de la guerre jusqu'en 411 av. J.-C. (il meurt avant d'achever son texte), avec une grande précision chronologique en faisant la part belle à l'histoire politique, économique, et, bien sûr, militaire. Contrairement à Hérodote, il écrit donc uniquement sur des événements tout récents sur lesquels il est bien renseigné et, de plus, se refuse complètement à recourir aux mythes ou à la volonté divine pour expliquer les événements. La rigueur de sa méthode, son rationalisme et sa précision lui ont valu d'exercer une grande influence sur la méthode des historiens des époques postérieures. Cependant, Thucydide n'est pas pour autant un historien au sens moderne du terme : il a lui aussi recours à une mise en scène dramatique des événements, notamment à l'aide de discours fictifs, et a parfois des partis pris en faveur de certains personnages, notamment le stratège athénien Périclès,.

### Philosophie et éloquence auIVesiècleav. J.-C.
Xénophon est un des disciples de Socrate qui écrira des discours mettant en scène son maître pour présenter sa philosophie. Il écrira aussi deux textes historiques : les Helléniques, qui raconte la suite des événements en Grèce, là où Thucydide s'est interrompu, et l’Anabase, récit de l'expédition des Dix-Mille, un groupe de mercenaires grecs auquel il appartenait qui s'est rendu jusqu'au cœur de l'empire perse entre 401 et 399 av. J.-C..
Platon (né en 428, mort en 347 av. J.-C.) est cependant le disciple de Socrate qui nous en a laissé le plus grand témoignage et qui a eu lui-même une influence majeure sur la philosophie à partir du IVe siècle av. J.-C., notamment à travers son école, l'Académie. Les textes que nous avons conservé de lui prennent la forme d'un discours où Socrate échange avec un interlocuteur principal (qui donne souvent le nom du discours) sur un sujet précis (qui donne le sous-titre). On compte parmi ses œuvres majeures Le Banquet (sur le désir), La République (sur la justice), Phédon (sur l'âme) ou Phèdre (sur le beau). Platon est à l'origine de concepts qui influenceront la philosophie occidentale, comme l'allégorie de la caverne, la théorie des Formes et la réminiscence.
Aristote (né en 384, mort en 322 av. J.-C.), élève de Platon à l'Académie, fut tout aussi majeur. Il fut précepteur d'Alexandre le Grand et a fondé sa propre école philosophique, le Lycée. Ayant abordé quasiment tous les domaines de la connaissance de son temps, il compose de nombreux ouvrages sur la logique formelle et le syllogisme (l'Organon), étudiant la nature sous tous ses aspects (la Physique, De l'âme, etc.), un ouvrage de philosophie première appelé la Métaphysique, des ouvrages de science politique (comme la Politique), des œuvres morales (comme l’Éthique à Nicomaque), et deux traités de science poétique (la Rhétorique et la Poétique). Cette œuvre abondante témoignant d'une curiosité encyclopédique et d'un grand soin apporté à la méthode a connu une postérité très durable et a exercé une grande influence bien après l'Antiquité, en particulier au Moyen Âge dans le monde arabo-musulman puis, à partir du XIIe siècle, en Europe.
La rhétorique se développe particulièrement dans le cadre de la démocratie athénienne et face à la menace de conquête du roi macédonien Philippe II, père d'Alexandre le Grand ; Démosthène, Eschine, Isocrate ou Lysias sont certains des grands orateurs.

## Époque hellénistique
En 323 av. J.-C., après les conquêtes d'Alexandre le Grand, les centres culturels du monde grec se déplacent dans les capitales des royaumes hellénistiques, en particulier Alexandrie en Égypte, qui abrite la bibliothèque d'Alexandrie, mais aussi en Asie mineure, notamment à Pergame, et dans les îles grecques. Cela favorise les échanges avec d'autres cultures mais également une intellectualisation, par l'étude et les commentaires philologiques de la littérature déjà existante.[réf. nécessaire]
À Athènes, Ménandre est le seul dramaturge que nous conservons de la Nouvelle Comédie. À Alexandrie, la poésie est représentée dans ses différents genres. Apollonios de Rhodes rédige une longue épopée, une production rare pour cette époque : les Argonautiques, récit du mythe de Jason et de la Toison d'or.

## Époque romaine
Polybe élabore une Histoire romaine qui a pour sujet l'histoire de la ville de Rome et de son expansion.

## Vers la littérature grecque médiévale
La fin de ce qu'on peut appeler la littérature grecque antique varie selon la date donnée à la fin de la période antique en Grèce, et donc ce qui peut être considéré comme un passage vers une littérature grecque médiévale. Selon Jacqueline de Romilly, la littérature grecque disparaît en même temps que le paganisme grec, donc en 363, à la mort de l'empereur Julien. Suzanne Saïd, Monique Trédé et Alain Le Boulluec choisissent pour borne chronologique la fermeture de l'École d'Athènes par l'empereur romain Justinien en 529 apr. J.-C., tout en étant conscients des limites de ce choix.

## Supports matériels et transmission jusqu'à nos jours
L'alphabet grec, qui dérive de l'alphabet phénicien, se diffuse au tournant des VIIIe et VIIe siècles. L'usage du papyrus comme support de l'écriture et l'emploi de rouleaux de papyrus pour mettre les œuvres littéraires par écrit se diffuse à partir du VIe siècle av. J.-C. Les pratiques littéraires restent très liées à l'oralité jusqu'au Ve siècle av. J.-C. : bien qu'élaborées par écrit, les œuvres sont destinées à être lues, déclamées, chantées, etc. à l'oral.
Les premières grandes bibliothèques se développe à partir du IIIe siècle av. J.-C., à l'époque hellénistique, comme la fameuse bibliothèque d'Alexandrie. L'impossibilité de reproduire facilement en de nombreux exemplaires les livres alors recopiés à la main et les nombreuses causes possibles de destruction ou de pertes de livres pendant l'Antiquité tardive ont fait que les œuvres grecques antiques qui nous sont parvenues ne représentent qu'une faible proportion du nombre total qui a pu être composé et diffusé pendant l'Antiquité, peut-être environ un dixième. En outre, aucune œuvre grecque antique ne nous est parvenue dans son texte original : toutes l'ont été par l'intermédiaire d'exemplaires recopiés, en grande partie des manuscrits médiévaux largement postérieurs à l'époque de rédaction initiale de l'œuvre, mais parfois aussi des fragments de papyri plus anciens pouvant remonter jusqu'à l'époque hellénistique.
Le rayonnement politique et surtout culturel durable de la civilisation grecque antique, pendant et après l'Antiquité, ainsi que l'enseignement ininterrompu du grec ancien bien après que la langue grecque eut évolué pour aboutir au grec moderne, ont assuré à la littérature grecque antique une très large diffusion, dans la plus grande partie du monde et jusqu'au XXIe siècle. Toutefois, au sein de ce rayonnement d'ensemble, de nombreux auteurs grecs antiques ont connu des postérités inégales et parfois changeantes. Des auteurs comme Homère ou Hésiode et les auteurs athéniens de la période classique, qui avaient accédé au statut de classiques dès l'Antiquité, ont longtemps dominé l'étude de la littérature grecque aux époques postérieures, tandis que d'autres auteurs ont sombré dans l'obscurité ou ont été redécouverts au fil des siècles.

### Histoires de la littérature grecque
- Jacqueline de Romilly, Précis de littérature grecque, Paris, Presses Universitaires de France, 1980, 284 p. (ISBN 2130532101) (rééd. collection « Quadrige », 2002)
- Suzanne Saïd, Monique Trédé et Alain Le Boulluec, Histoire de la littérature grecque, Paris, Presses Universitaires de France, coll. « Premier cycle », 1997 (ISBN 2130482333) (rééd. collection « Quadrige », 2004)
- Monique Trédé, Suzanne Saïd, La Littérature grecque d'Homère à Aristote, Paris, Presses universitaires de France, coll. « Que sais-je ? », 1990 (édition consultée : rééd. 2001).
- Jules Humbert et Henri Berguin (préf. Paul Crouzet), Histoire illustrée de la littérature grecque : Précis méthodique, Paris, Didier ; Toulouse, Privat, coll. « Histoires illustrées des littératures » (no 3), 1947, 485 p. (SUDOC 018802052).

### Sur des genres ou des époques en particulier
- Paul Demont et Anne Lebeau, Introduction au théâtre grec antique, Paris, Librairie générale française (Livre de poche), 1996.
- Pierre Hadot, Qu'est-ce que la philosophie antique ?, Paris, Gallimard, 1995 (rééd. coll. « Folio »).
- Jean Sirinelli, Les Enfants d'Alexandre. La littérature et la pensée grecques, 334 av. J.-C. — 529 ap. J.-C., Paris, Fayard, 1993.
- Laurent Pernot, La Rhétorique dans l'Antiquité, Paris, Le Livre de poche, 2000.
- Jacqueline de Romilly, La Tragédie grecque, Paris, Presses universitaires de France, 1970.
- Poètes élégiaques de la Grèce archaïque, Solon - Tyrtée - Théognis - Xénophane et les autres, Traduits et présentés par Yves Gerhard, Ed. de l'Aire, Vevey, 2022  (ISBN 978-2-88956-248-0).

### Sur la civilisation grecque en général
- Marie-Claire Amouretti, Françoise Ruzé, Le Monde grec antique, Paris, Hachette, coll. « Supérieur », 2003.
- Jean Leclant (dir.), Dictionnaire de l'Antiquité, Paris, Presses universitaires de France, coll. « Quadrige », 2005 (2e édition 2011).